# Amercaenis ridens
Amercaenis ridens är en dagsländeart som först beskrevs av Mcdunnough 1931.  Amercaenis ridens ingår i släktet Amercaenis och familjen slamdagsländor. Inga underarter finns listade i Catalogue of Life.